# یواس‌اس ویلیامزبرگ (ای‌جی‌سی-۳۶۹)
یواس‌اس ویلیامزبرگ (ای‌جی‌سی-۳۶۹) (به انگلیسی: USS Williamsburg (AGC-369)) یک کشتی بود که طول آن ۲۴۳ فوت ۹ اینچ (۷۴٫۳۰ متر) بود. این کشتی در سال ۱۹۳۰ ساخته شد.